# Khalid El Hirech
Khalid El Hirech est un footballeur marocain né le 23 mai 1978. Il joue au poste de milieu de terrain.

## Carrière
Il a évolué au Kawkab de Marrakech puis à l'AS FAR à partir de 2007. 
Son club formateur est le Maghreb de Fès.

## Palmarès
- Finaliste de la Coupe de la CAF en 2006
- Vainqueur de la Coupe du Trône en 2007